# Erling S. Andersen
Erling S. Andersen, född 26 februari 1941, är en norsk nationalekonom och professor emeritus vid Handelshøyskolen BI.
Andersen avlade 1966 en nationalekonomisk ämbetsexamen från Oslo universitet. Han har varit forskare inom Data-Ship AS 1967, sekreterare för den offentliga utredningskommittén för systemutveckling och databehandling (Barca-kommittén) 1968–1969, försteamanuens på Socialekonomiska institutet vid Oslo universitet (1970–1984), rektor för NKI Datahøgskolen (1984–1991), professor i informationsvetenskap på Institutet för informationsvetenskap vid Bergens universitet 1993–1996 och professor och projektledare vid Handelshøyskolen BI (1996–2011).
Andersen har även varit redaktör för den norska tidskriften Sosialøkonomen och den nordiska tidskriften Data, och han har haft många förtroendejobb i Den Norske Dataforening 1985–1987.
Andersen har skrivit flera böcker, varav Målinriktad Projektstyrning skriven i samarbete med Kristoffer Grude och Tor Haug är den titel som rönt störst framgång.